# Drama místico en honor de Nuestra Señora de la Cabeza de Zújar
La Representación de Moros y Cristianos de Zújar, en la provincia de Granada, es una de las expresiones más importantes del patrimonio cultural andaluz, ya que se trata de la representación teatral de Moros y Cristianos más antigua de la Provincia de Granada. El título de la obra es " DRAMA DEL CAUTIVERIO Y RESCATE DE LA VIRGEN DE LA CABEZA DE ZÚJAR" Y lo primero que hay que decir es que es una joya literaria escrita  en verso, al estilo del siglo de oro, que  Zújar ha  conservado sin refundir siendo considerada por investigadores/as  de la talla de Dª Carmen Muñoz Renedo, en publicación del  Consejo Superior de Investigaciones Científicas como una de las mejores en su género
A su importancia literaria se suma su condición como elemento fundamental de la identidad de Zújar y sus gentes.
Con la intención de dar a conocer un texto único en su género, se ha hecho como referencia la del año 1611 que fue cuando hicieron las primeras Fiestas de Zújar y es la versión que se escenifica actualmente en las fiestas de moros y cristianos de Zújar.Además esperamos que esta edición ayude a una mejor compresión de la Obra ya que, por su tamaño y composición, está destinada a facilitar el seguimiento de la Representación de Moros y Cristianos de Zújar, y el lenguaje de principios del siglo XVIII. 
- A MANERA DE PRÓLOGO

En Zújar, se le da la denominación popular de “Los Papeles” al texto del Drama de Moros y Cristianos sobre el “Cautiverio y Rescate de Ntra. Sra. la Virgen de la Cabeza, que se representa el último domingo de abril y el lunes siguiente, durante las Fiestas Patronales. Y es este el que se presenta a continuación. 

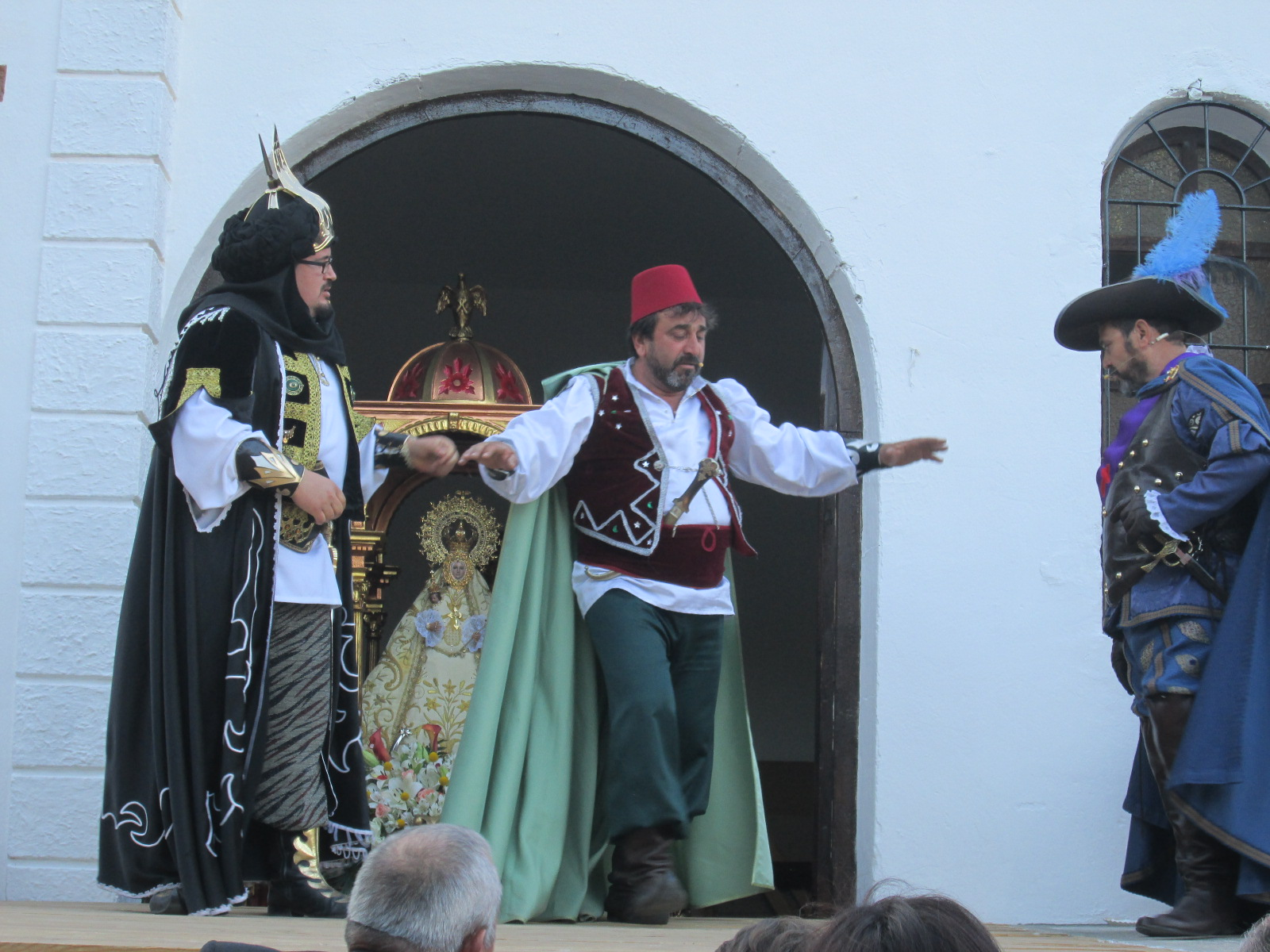
La obra de Zújar tiene 3 siglos

El texto de la obra debe considerarse como uno de los elementos que componen la Fiesta de Moros y Cristianos en Zújar, donde toda la localidad se convierte en un inmenso escenario y donde su población se transforma en actores del Drama. El pueblo no es sólo espectador de una Representación, también actúa, también representa su papel. Se vincula a cualquiera de los Tercios (Moros, Cristianos, Diablos) directamente o indirectamente a través de familiares y amigos; acompañan a la Imagen de su Patrona en una espectacular Romería y es el medio humano donde se genera el verdadero Drama de la vida representando en la lucha entre el bien y el mal. 
Esta circunstancia es muy importante para explicar la amalgama o superposición de elementos que confluyen en la Fiesta. Al fervor religioso se le une una exaltación de las instituciones civiles y militares y un elevado grado de disfrute lúdico popular. 
Vale la pena, por tanto, hacer una pausa y esbozar, en la medida de lo posible las características generales de las Fiestas de Moros y Cristianos.  
1.- Las Fiestas de Moros y Cristianos. El origen. 
Todas las culturas humanas representan, con diferentes formas, la lucha entre el bien y el mal, utilizando dos bandos reconocibles: el de los héroes y el de los enemigos. Su uso se produce como valor ritual que comporta una consolidación de los valores y símbolos que unen a una comunidad humana y, por lo tanto, cumplen una función de control político y moral, pues se reafirma la identidad de la comunidad humana y de las instituciones que la configuran y se refuerza el universo de valores morales que rigen la comunidad.     
Esta lucha alcanza una gran importancia, insertándose como una festividad periódica dentro de los grupos humanos, asegurando que cada cierto tiempo, aunque sea de forma ritual, el bien vence al mal y todos los individuos pueden disfrutar del triunfo y así paliar los sinsabores cotidianos y las injusticias que se producen el resto de los días.   
Es en este contexto donde se insertan las Fiestas de Moros y Cristianos que son una Representación de la lucha entre dos bandos antagónicos que pugnan por la posesión de un símbolo de la comunidad o bien colectivo, que pueden ser una localidad, un castillo o la imagen patronal.   
El origen de las Fiestas actuales de Moros y Cristianos es múltiple. Los elementos que las componen proceden de diferentes manifestaciones o espectáculos que fueron configurándolas a lo largo del tiempo.   
Las primeras fiestas se remontan a la Edad Media, donde se realizaban combates entre Moros y Cristianos con motivo de grandes festejos nacionales como la Coronación de un rey, la entrada de éste en una población, o la celebración de la victoria 
Desde el siglo XIV se estableció la costumbre, en  muchas localidades, de acompañar las Procesiones con grupos de soldados, pertenecientes a las milicias locales, o personas vestidas como tales. Estas soldadescas intervenían en las Procesiones Patronales y, sobre todo, en la Procesión del Corpus Christi. Junto a estas compañías de soldados, solían realizarse breves representaciones teatrales, danzas, y combates rituales. En Zújar, tanto la Procesión del Corpus, como la de la Virgen de la Cabeza y su romería, también fueron acompañadas por soldadescas desde el siglo XVI, por lo que, cuando se incorpore la Representación de Moros y Cristianos, ya existía una costumbre procedente similar. Muchos pueblos de la provincia de Granada mantienen sus Festejos de Moros y Cristianos con la única participación de una soldadesca, con un Bando Moro y otro Banco Cristiano, que acompaña al patrón o patrona local.               
A partir del siglo XVI, numerosas Fiestas Patronales incorporaron la Fiesta de Moros y Cristianos, incorporando en muchas ocasiones representaciones. Este es el caso de Caudete (Albacete) en 1617 o Alcoy en 1688. Y en la provincia de Granada en Orce en 1639, donde la Hermandad de San Antonio de Padua honraba al patrón con acompañamiento de Moros y Cristianos, o en Zújar, a comienzos del siglo XVII.
En cuanto a los elementos históricos que se encuentran en las diferentes Representaciones de Moros y Cristianos, la gran variedad de las mismas permite establecer la gran heterogeneidad existente en la actualidad. Así podemos distinguir en los diferentes textos los acontecimientos de las guerras entre Castilla y el Reino de Granada y diferentes relatos de la reconquista. En otros casos se alude a la rebelión de los moriscos o a la situación de guerra de España con el Imperio Turco y al peligro que existía de asalto de las costas por los piratas turcos. Posteriormente, algunas representaciones incorporaron como fuente temática elementos de las distintas Guerras con Marruecos en los siglos XIX y XX. 
2.- Elementos que configuran las Fiestas de Moros y Cristianos. 
Los distintos estudios sobre las distintas tipologías y clasificaciones que se han realizado sobre las Fiestas de Moros y Cristianos en España han mostrado, a mi juicio, que, a pesar de la gran cantidad de elementos distintos, existe un patrón común a todas ellas.
En efecto, como se indicaba anteriormente, el eje principal de la fiesta gira en torno a la lucha entre el bien y el mal, representado por dos bandos enfrentados: los Cristianos, que representan las virtudes de la comunidad y se presentan como héroes, y los Moros que se configuran como enemigos y que están a merced del mal. Por esta razón cuando son vencidos y apresados son liberados de las garras del mal y suelen convertirse.     
Todas las representaciones muestran un esquema básico: 
a)Introducción: Aparece el Bando Moro con intención de apoderarse de algo.  
b)Los Moros exigen su entrega, produciéndose un desafió.  
c)Los Cristianos piden ayuda sobrenatural.  
d)Se produce una batalla, con ayuda o sin ayuda sobrenatural. Esta batalla puede ser doble, perdiendo los Cristianos primero la posesión del bien y venciendo a continuación.  
e)Los Cristianos vencen definitivamente a los Moros y es restituida la posesión. 
Estos elementos no tienen por qué darse estrictamente en este orden y la riqueza de los textos utilizados determina su configuración final.   
En el caso de Zújar, se da una doble batalla. La primera es incruenta y se debe a un ardid. En el asalto los Moros cautivan la Imagen de la Patrona. El segundo encuentro representa una batalla final. La trama es muy compleja, e introduce un elemento más, que se añade en algunos textos, como es el del rescate de la imagen a cambio de una fuerte cantidad de dinero. 
Siguiendo la clasificación propuesta por Mª Soledad Carrasco Urgoiti, existen tres grandes clasificaciones de las Fiestas de Moros y Cristianos en España: 
Modalidad Aragonesa: Las Fiestas de Moros y Cristianos en esta área geográfica se configuran a través de los “dances” donde se realizan danzas con palos o espadas que representan combates entre Moros y Cristianos, que a veces se representan como tales, insertando breves diálogos entre pastores. Hay modelos muy diferentes y pueden existir fiestas donde sólo tiene lugar una danza y otras variantes donde los diálogos son más sofisticados y llegan a parecerse a las embajadas levantinas. Se circunscriben geográficamente a Aragón.
Modalidad Levantina: La acción gira en torno a la conquista de un castillo y se realiza una representación teatral denominada “embajadas”. Se produce una doble batalla. Aparecen los ejércitos moros que piden la rendición de la plaza. Ante la negativa cristiana se entabla un combate en el que los Moros se apoderan del castillo. En la segunda parte son los Cristianos quienes acaban recuperando el castillo. Los Moros son hechos prisioneros y acaban convirtiéndose. Las Fiestas de Moros y Cristianos levantinas son muy espectaculares, de gran colorida con el desfile de las “filaes” o escuadrones, que son acompañados por música específica (marchas moras, marchas cristianas, etc) y que desfilan con determinados pasos. Su área geográfica está muy extendida, sobre todo a partir de mediados del siglo XX, cuando las Fiestas de Moros y Cristianos de Alcoy son conocidas internacionalmente. Se extienden por el Levante desde Murcia, País Valenciano, y Tarragona. También se realizan en Baleares y Castilla-La Mancha.    
Modalidad Granadina: Las Fiestas de Moros y Cristianos en el Territorio Histórico del Reino de Granada son de carácter más popular y más humilde. Tienden a que los Cristianos representen al ejército de la España del siglo de Oro y que los Moros vistan a la turca. No obstante en algunos casos sólo disponen de las antiguas soldadescas. Sus representaciones giran en torno al Cautiverio y Rescate de la Imagen Patronal, conservando los elementos de las clásicas comedias de Moros y Cristianos de los siglos XVI y XVII. Como es el caso de la Representación que se celebra en Zújar. Su extensión geográfica se circunscribe en el Sureste español, concretamente en Almería, Granada y Jaén. 
Muchos autores, a partir de la década de los 90 del siglo pasado, han apuntado que este tipo de clasificación geográfica no es muy eficaz, dado que desde los 70 del mismo siglo se ha venido produciendo diversos fenómenos que han alterado esta percepción:  
a)La existencia de núcleos geográficos que realizan Fiestas de Moros y Cristianos que no se corresponden con las áreas mencionadas como el caso de Galicia, Euskadi o Canarias.    
b)La desaparición o la situación al borde de la extinción de algunas Fiestas de Moros y Cristianos que se celebraban en pequeñas poblaciones.  
c)La extensión imparable de la modalidad levantina. Por un lado, muchas localidades sin tradición anterior comenzaron a realizar este tipo de fiestas (Alicante, Murcia, etc). De otro lado, otras fiestas han incorporado los Alardes y filaes levantinos, buscando más fastuosidad, como es el caso de Ciudad Real o de Cúllar y Benamaurel en la comarca de Baza.        
Por esta razón otros autores han considerado que la clasificación debe atender al tipo de Representación Teatral que se realiza:
a)Luchas sin parlamentos. 
b)Danzas habladas. 
c)Coloquios con escaramuzas. 
d)Drama escenográficos (caso en el que se encuentran las Fiestas de Moros y Cristianos de Zújar).  
e)Alardes o desfiles con embajadas. 
Pero cuando hablamos de la modalidad granadina, se comprueba la gran variedad de Fiestas de Moros y Cristianos que se realizan, que presentan especificidades de carácter comarcal, que muestra la gran riqueza de este tipo de manifestaciones, pudiéndose agrupar en siete zonas:
Alpujarra 
Altiplanicie Guadix- Baza- Huéscar
Sierra de los Filabres
Río Almanzora
Ajarquía 
Serranía de Ronda
Sierra Mágina
3.- La Representación de Moros y Cristianos. 
En general, las fuentes históricas y literarias que se abordan en los diferentes textos que se utilizan en las Fiestas de Moros y Cristianos en España son muy diversas y complejas, lo que demuestra la gran variedad existente entre las Fiestas de Moros y Cristianos. 
Los distintos autores de los textos se han inspirado en una larga y extensa tradición en la que se pueden identificar relatos bíblicos, textos clásicos greco-latinos, cantares de gesta de la Edad Media, el teatro religioso, los romances épicos de frontera y las Comedias de Moros y Cristianos de los siglos XVI al XVIII que se representaban en palacios y corrales de comedias. Elementos que se pueden rastrear en el texto de Zújar.
El texto más antiguo conservado son algunos de los fragmentos que se utilizan en Caudete: 
“Los Episodios Acúdetenos” que proceden de la “Comedia Poética” de 1.588. Aunque fue modificado a lo largo de la historia, construyendo el texto definitivo a finales del siglo XIX. No obstante, durante los siglos XVI y XVII se pusieron de moda este tipo de comedias, componiéndose un gran número de ellas. Lope de Vega escribió “Los Hechos de Garcilaso y el Moro Tarfe” y “El Cerco de Santa Fe”, que tuvieron gran resonancia, y, por ejemplo, Cervantes compuso comedias sobre Moros y Cristianos, reflejando su propia época, como “La Gran Sultana”, “Los Baños de Argel”, “El Gallardo Español”, etc. Fue tal la abundancia de obras de esta temática que Quevedo en “El Buscón” dice que no hay autor que no escribiera ni representante que no traiga su farsa de Moros y Cristianos.          
4.- El texto de Zújar. 
El texto que aparece en esta edición es la versión que apareció publicada en 1926 con el título “Drama Místico en honor de Ntra. Sra. de la Cabeza, Patrona de Zújar”, editada por el Obispo de Guadix-Baza e impreso en Guadix, con motivo de la Coronación Canónica de la Imagen de Nuestra Señora la Virgen de la Cabeza. 

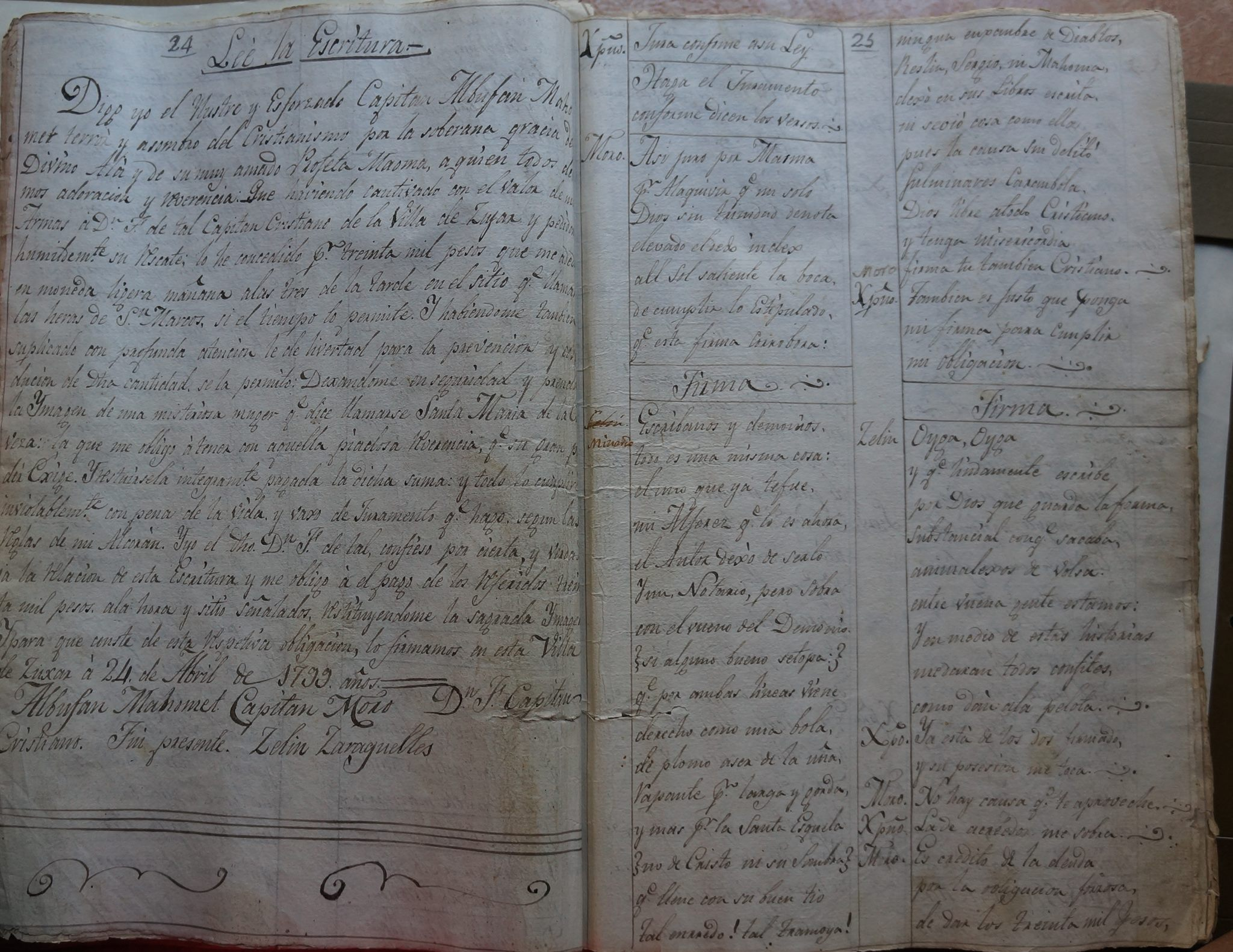
Páginas que acreditan la fecha y el nombre de Zújar

La importancia del texto de Zújar radica en su alto valor literario y en su singularidad. El autor, desconocido, supo componer un texto de gran calidad, donde muestra su capacidad narrativa y su riqueza de vocabulario, respetando los cánones de las comedias de la Época. Además, de este periodo, es el único texto original completo sin refundir. Existen varios manuscritos  de la obra en Zújar en los que se puede verificar que la inalterabilidad y el respeto a cuanto escribió el autor es un hecho. Uno de los manuscritos más antiguos que se conservan en Zújar  está fechado en 1799 y es fácilmente  constatable que la obra se ha conservado sin modificación por lo que estamos ante un patrimonio cultural de extraordinario valor.   
Su importancia es tal que numerosas localidades granadínas adoptaron el texto modificando en él versos en los que se sustituyeron elementos topográficos para que aparecieran los nombres o referencias de interés a  la población que había adoptado el texto, para  así disponer de una representación utilizando la obra  de Zújar  (Benamaurel, Cogollos de Guadix), lo adaptaron a sus Fiestas (Bácor, Quéntar, etc), sirvieron para componer un texto nuevo (Cúllar) o dejan sentir  su influencia de forma significativa (Aldeire, Bédar, Antas).
La obra corresponde a una comedia de Moros y Cristianos clásica tardía, de las que fueron muy populares entre los siglos XVI y XVIII, tradición que entronca con la de los “autos” medievales. Está escrita  en el estilo del siglo XVII con influencias de Góngora y Calderón, con una estructura clásica en dos actos y con personajes formando parejas contrapuestas, significando tres niveles: el popular, representados en los criados Cristianos y Moro (respectivamente Minardo y Zelín); el mundo de la nobleza representado por los capitanes Moro y Cristianos; y el mundo divino, donde se da una contraposición entre el bien y el mal encarnados con  el Ángel y Luzbel. A este respecto, el vocabulario y la forma de expresión varía de un nivel a otro. Mientras los criados usan un lenguaje llano y en su interpretación abundan las situaciones cómicas, el resto de personajes se expresa en el lenguaje culto del siglo XVII, y a la manera clásica, se realizan alusiones mitológicas, cita a la Biblia, etc. Tratándose temas de la época, como el del honor  y el ideal caballeresco, el problema del libre albedrío, el fatalismo, etc. La obra está escrita en verso, predominando el romance en un lenguaje natural y elegante. 
Además, cabe añadir que el autor conocía el entorno geográfico de Zújar, pues la obra se adapta a la toponimia perfectamente, por lo que las adaptaciones posteriores de la obra al entorno de otras localidades tuvieron que tener en cuenta este hecho. 
Sobre la fecha de composición sólo pueden hacerse conjeturas a partir de los datos del propio texto en los siguientes versos: 
“Cuando el mapa se formó 
tenía mil setecientos 
y más años, por la cuenta”,
y en estos 
“si el corazón no me engaña 
es la armada de Inglaterra 
y creo que con España
se halla en paz y no con guerra”.
Se puede constatar que el texto de la Representación de Moros y Cristianos de Zújar se compuso después de 1700 y en un momento en que España no está en guerra con Inglaterra. Además, tuvo que ser antes de 1768, ya que desde esta fecha se conservan las actas municipales y ya se habla de las Fiestas de Moros y Cristianos. El único periodo de paz entre Inglaterra y España es 1713-1718.
Por tanto, la composición del texto fue, previsiblemente entre 1713 y 1718. Si se relaciona este dato con el hecho conocido de la ratificación de Zújar como municipio realizada por Felipe V en 1712, puede preverse que el año de la composición fue 1713, pues pudo deberse a que se encargara el texto para conmemorar tal evento. 
La Representación de Moros y Cristianos de Zújar se configura como una joya literaria del castellano, de carácter único, que sigue representándose gracias al esfuerzo colectivo generación tras generación, configurándose como un esfuerzo colectivo generación tras generación, configurándose como un elemento patrimonial  de primer orden del acervo cultural de Zújar y Granada, y así fue reconocido su valor cuando las Fiestas de Moros y Cristianos de Zújar fueron calificadas de interés turístico desde el 29 de diciembre de 2001.
- Datos: Q2877231